# Ільяс (Астурія)
Ільяс (ісп. Illas) — муніципалітет в Іспанії, у складі автономної спільноти Астурія. Населення — 1009 осіб (2009).
Муніципалітет розташований на відстані близько 390 км на північний захід від Мадрида, 18 км на північний захід від Ов'єдо.
Муніципалітет складається з таких паррокій: Ільяс, Ла-Пераль, Вілья.

## Демографія
Динаміка населення (INE ):

## Галерея зображень

Розташування муніципалітету
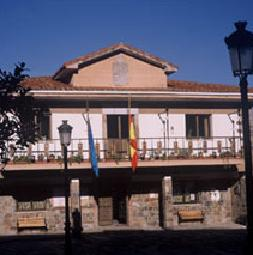
Муніципальна рада